# 三星Galaxy Tab S2 9.7
三星Galaxy Tab S2 9.7 LTE/Wi-Fi 是一款基於Android 5.0.1 的9.7吋平板電腦，由三星電子生產。採用用三星自家S-AMOLED屏幕，它屬於三星Galaxy S系列。於2015年7月20日宣布，並於同年9月3日與三星Galaxy Tab S2 8.0一同發布。 它有 單獨 Wi-Fi 和 Wi-Fi + 4G 版本。已停產。

## 設計
Galaxy Tab S2 9.7 採用塑膠背蓋設計。而及類似三星Galaxy Note4 和 三星Galaxy A系列（2015）的鑽石切邊設計和彩繪金屬框架。厚度為5.6毫米，截至2015年9月，Tab S2 9.7 和 8.0 是全球最薄的平板電腦。